# Denkmal Friedrich II. von Preußen (Pokój)

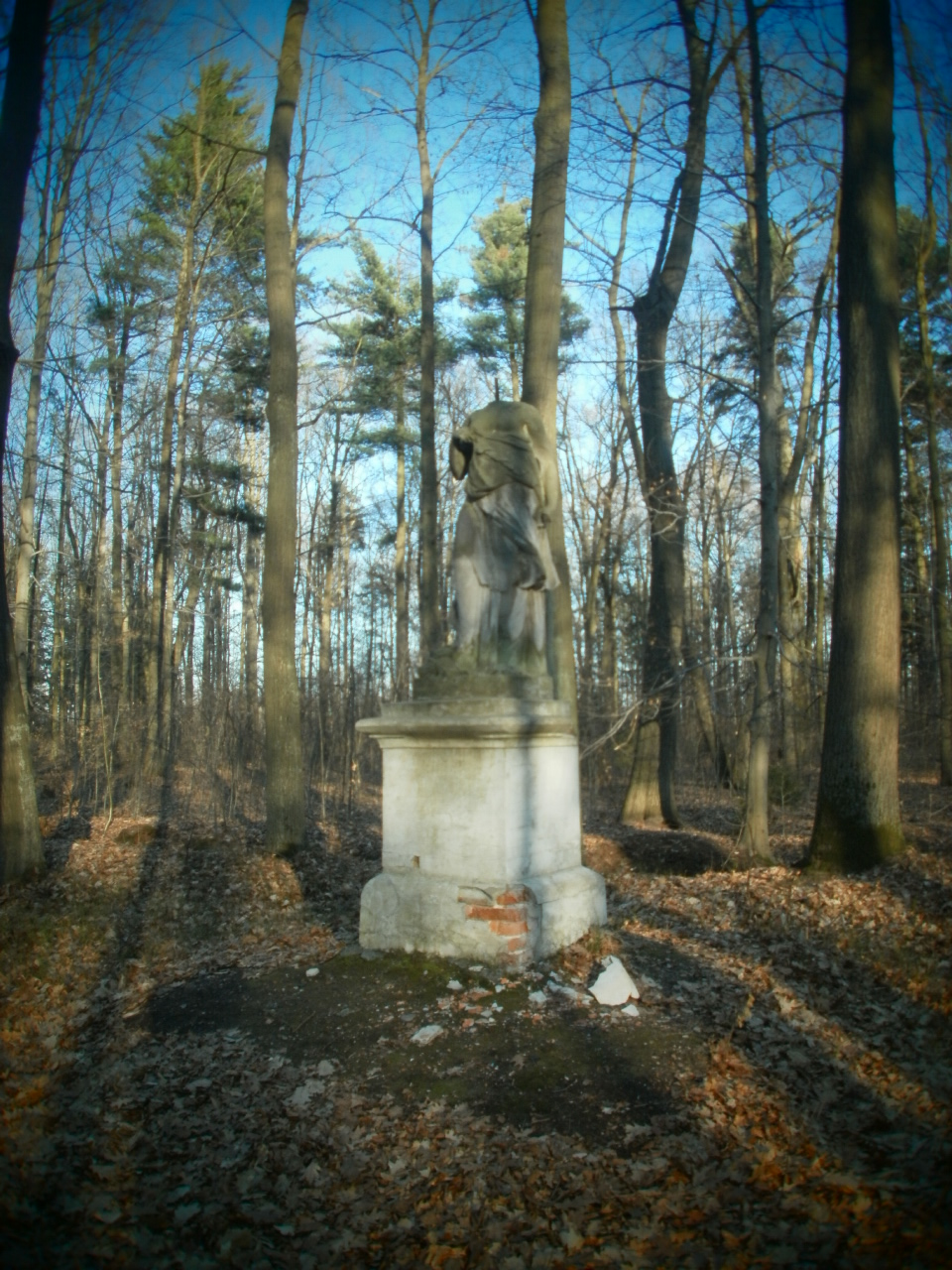
Denkmal Friedrich II. in Pokój

Das Denkmal Friedrich II. der Große (polnisch Pomnik Fryderyka II Wielkiego) ist ein beschädigtes Denkmal in Pokój (früher Bad Carlsruhe) in Oberschlesien. Es wurde 1790 errichtet und war das erste bekannte Standbild für den preußischen König Friedrich II. überhaupt. Nach 1945 blieb es als einziges seiner Denkmäler in Polen bestehen.

## Geschichte
Der württembergische Herzogsregent Carl Christian Erdmann von Württemberg-Oels verdankte dem preußischen König Friedrich II. die Beförderung zum Generalleutnant, zum Statthalter von Breslau und mehr.
Aus Dankbarkeit ließ er auf seinem ausgedehnten oberschlesischen Besitz in Carlsruhe ein Standbild für diesen durch den Breslauer Bildhauer Stein spätestens 1790 errichten. Dieses war das erste überhaupt, auch gemäß dem Wunsche des Monarchen, erst nach seinem Tod (1786) durch solche Denkmäler geehrt zu werden. (Die nächsten bekannten entstanden in Schloss Hardenberg 1792 und Stettin 1793.)
Das Denkmal wurde in späteren Jahrzehnten möglicherweise einmal innerhalb des Parkes versetzt.
Inzwischen wurden ihm Kopf und die Arme abgeschlagen. Gleichwohl ist es neben dem wieder aufgetauchten und restaurierten in Stettin das einzige erhaltene Standbild für König Friedrich II. in Polen.